# Gustl Wilke
Gustl Wilke (* 24. April 1944 in Hagen-Wehringhausen; † 3. Januar 2013) war ein deutscher Handballspieler und Handballtrainer, der mehrere Spielzeiten den Bundesligisten Borussia Dortmund trainierte.

## Karriere
Gustl Wilke lief für den VfL Eintracht Hagen auf. Mit der Feldhandball-Mannschaft von Eintracht Hagen stieg er 1971 in die Feldhandball-Bundesliga auf. 1972 sowie 1973 stand er im Halbfinale um die deutsche Feldhandballmeisterschaft. Mit der Hallenhandball-Mannschaft stieg Wilke in die Regionalliga auf.
Wilke trainierte als 18-Jähriger die A-Jugend vom VfL Eintracht Hagen und übernahm ab seinem 20. Lebensjahr das Traineramt von DJK Schwarz-Gelb Hagen. Später trainierte er die UTG Witten, den Regionalligisten VfL Eintracht Hagen, den VfK Iserlohn und den Hasper SV. Ab 1989 trainierte Wilke die Damenmannschaft von Borussia Dortmund, die unter seiner Leitung 1991 in die 2. Bundesliga sowie 1993 in die Bundesliga aufstieg. In der Saison 1996/97 gewann der BVB den DHB-Pokal und stand im Finale des EHF-Pokals. Nach der deutschen Vizemeisterschaft 1999 beendete Wilke seine Tätigkeit beim BVB. Daraufhin war Wilke für zwei Jahre wieder als Trainer beim VfL Eintracht Hagen tätig, die er in der 2. Bundesliga und Regionalliga betreute. Anschließend fungierte er dort als Sportlicher Leiter. Im November 2008 kehrte Wilke nochmals zum BVB zurück, den er bis 2011 trainierte.
Wilke trainierte neben den Vereinsmannschaften auch die Damenmannschaft der Ruhr-Universität Bochum, mit der er die deutsche Hochschulmeisterschaft gewann. An der Ruhr-Universität war er weiterhin als Sportdozent tätig. Ebenfalls trainierte er die deutsche Studenten-Nationalmannschaft der Damen. 1995 war Wilke als Co-Trainer der deutschen Nationalmannschaft tätig.